# I-am dat de capăt?
I-am dat de capăt? (Are We Done Yet?) este un film de comedie din 2007 regizat de Steve Carr. Este o refacere a filmului Mr. Blandings Builds His Dream House din 1948 și o continuare a filmului Mai e mult până ajungem? din 2005. Rolurile principale au fost interpretate de actorii Ice Cube, Nia Long, John C. McGinley, Aleisha Allen și Philip Daniel Bolden.

## Distribuție
- Ice Cube ca Nicholas "Nick" Persons
- Nia Long ca Suzanne Persons (născută Kingston) soția lui Nick
- John C. McGinley ca Chuck Mitchell Jr.
- Aleisha Allen ca Lindsey Persons, fiica vitregă a lui Nick
- Philip Daniel Bolden ca Kevin Persons, fiul vitreg al lui Nick
- Tahj Mowry ca Danny Pulu
- Dan Joffre ca Billy Pulu
- Pedro Miguel Arce ca Georgie Pulu
- Linda Kash ca Mrs. Rooney
- Hayes MacArthur ca Jimmy the Bartender
- Colin and Gavin Strange ca The Persons' Twins
- Jonathan Katz ca Mr. Rooney
- Earvin "Magic" Johnson în rolul său
- BaBa în rolul său

## Legături externe
- Are We Done Yet? la Internet Movie Database
- Are We Done Yet? la Allmovie
- Cube's 'House' renovated, 'Yet?' sequel builds on ruins of 'Dream'